# Postbridge
Postbridge je osada v Dartmoore v anglickém hrabství Devon v Anglii. 

## Poloha
Nachází se na silnici B3212 uprostřed mezi Princetown a Moretonhampstead. Je situován u řeky East Dart, jednoho ze dvou hlavních přítoků řeky Dart. V obci je několik domů, hospoda a hotel, obchod a informační centrum národního parku Dartmoor. V blízkosti je kamenný kostel svatého Gabriela.

## Most
Nejvýznamnější památkou osady je středověký deskový žulový most, který je postaven z žulových desek. Je jedním z nejznámějších a nejlépe zachovalých mostů svého druhu ve Spojeném království.
První písemná zmínka pochází ze 14. století, i když byl postaven dříve, pravděpodobně v 13. století, aby umožnil přechod přes řeku při dopravě cínu do města Tavistock.
Most o třech polích tvoří hrubě opracované žulové desky položené na dvou pilířích z žulových kvádrů v korytě řeky a dvou žulových opěrách na břehu řeky. K opěrám vedou kamenné schody. Pole je maximálně čtyři metry dlouhé a dva metry široké.
Vedle deskového mostu byl v roce 1780 postaven nový kamenný obloukový most, který zabezpečuje silniční dopravu.

## Kostel
Kostel byl postaven v roce 1869 z žuly. Střecha sedlová krytá břidlicí. Nad stykem kněžiště a lodí je zvonice.

## Galerie

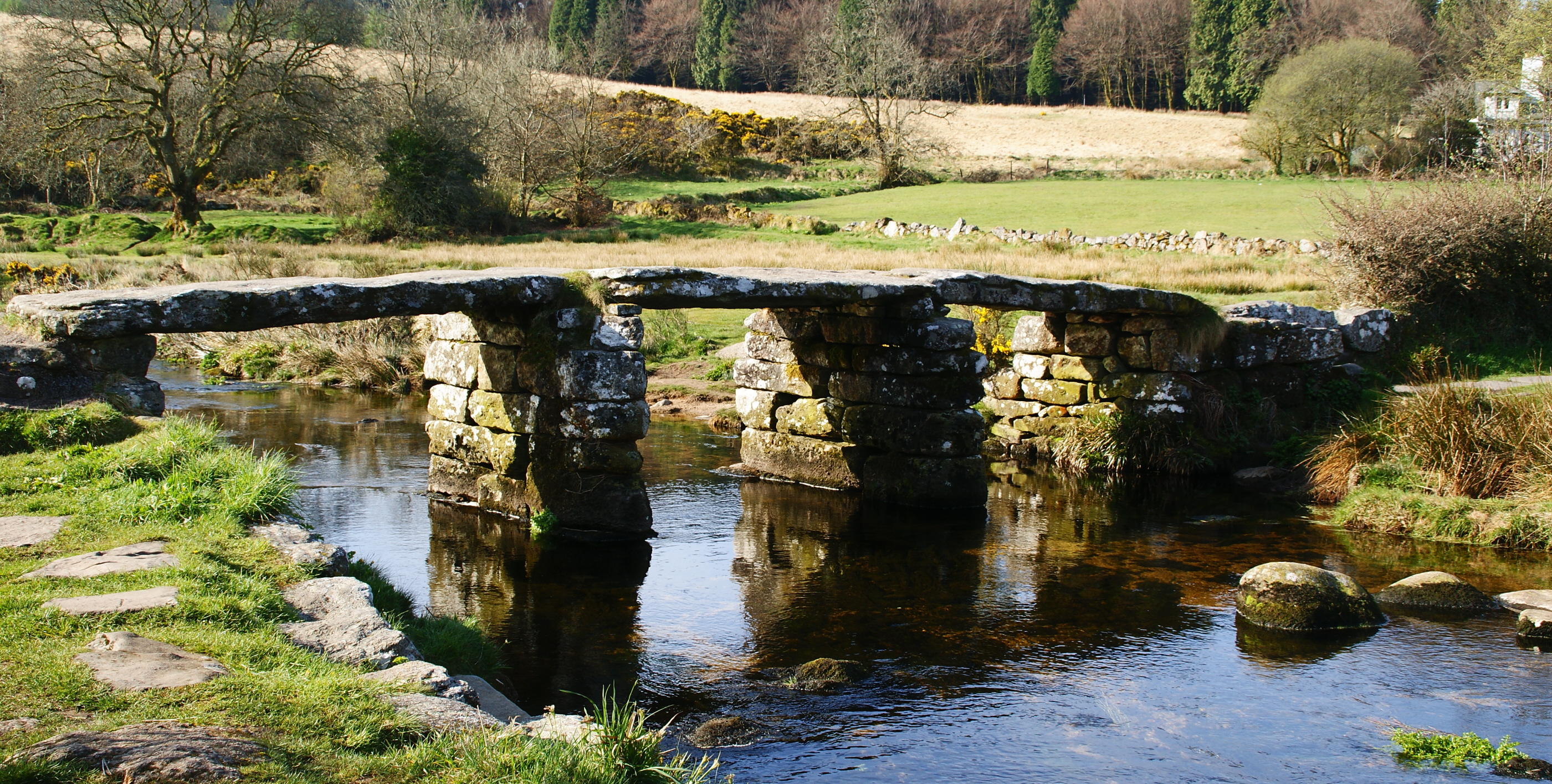
Deskový most
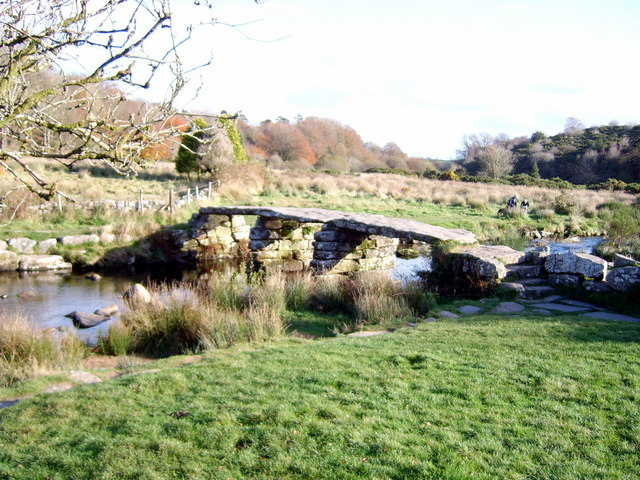
Deskový most a schodiště na most
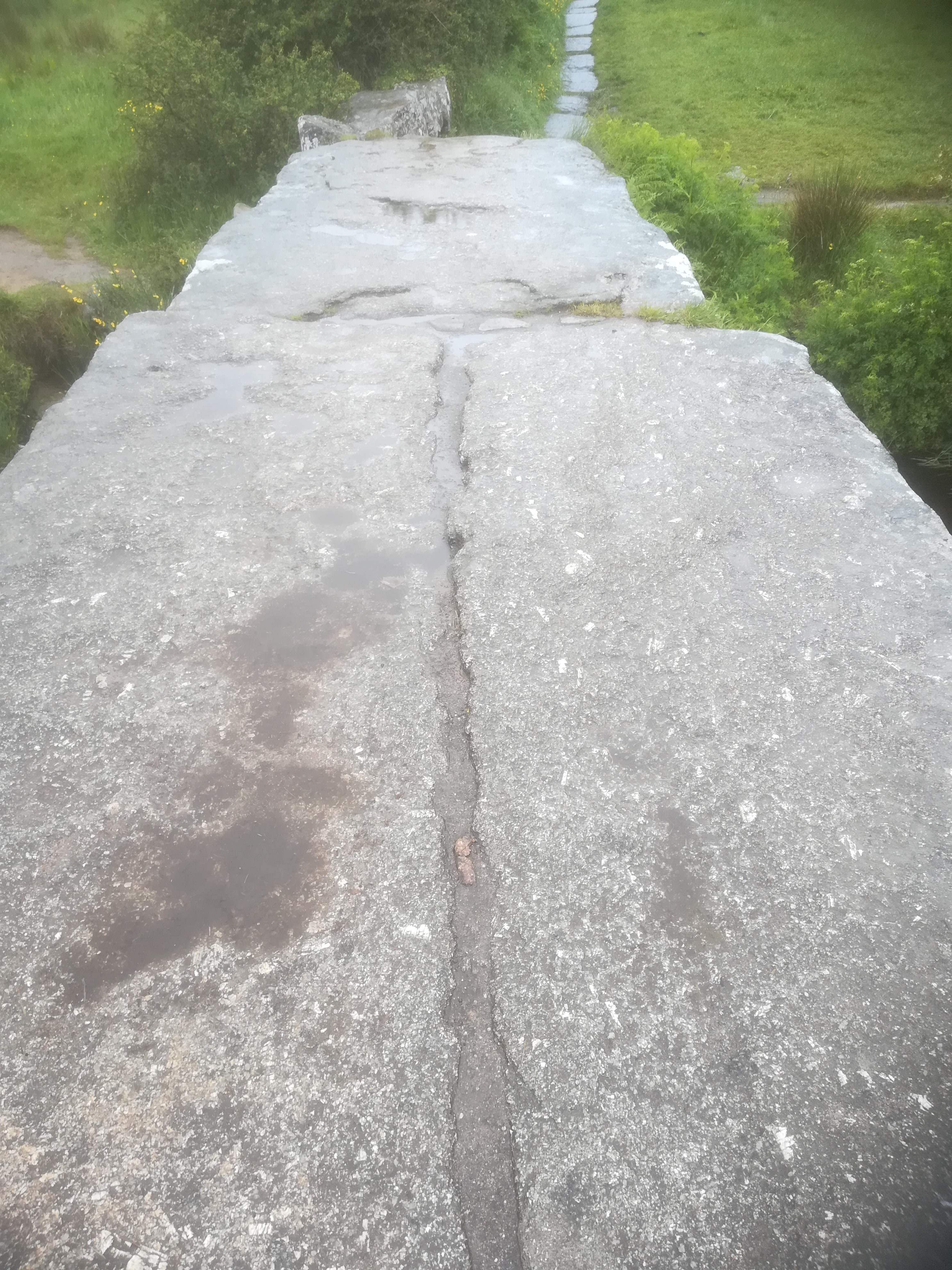
Desky mostu
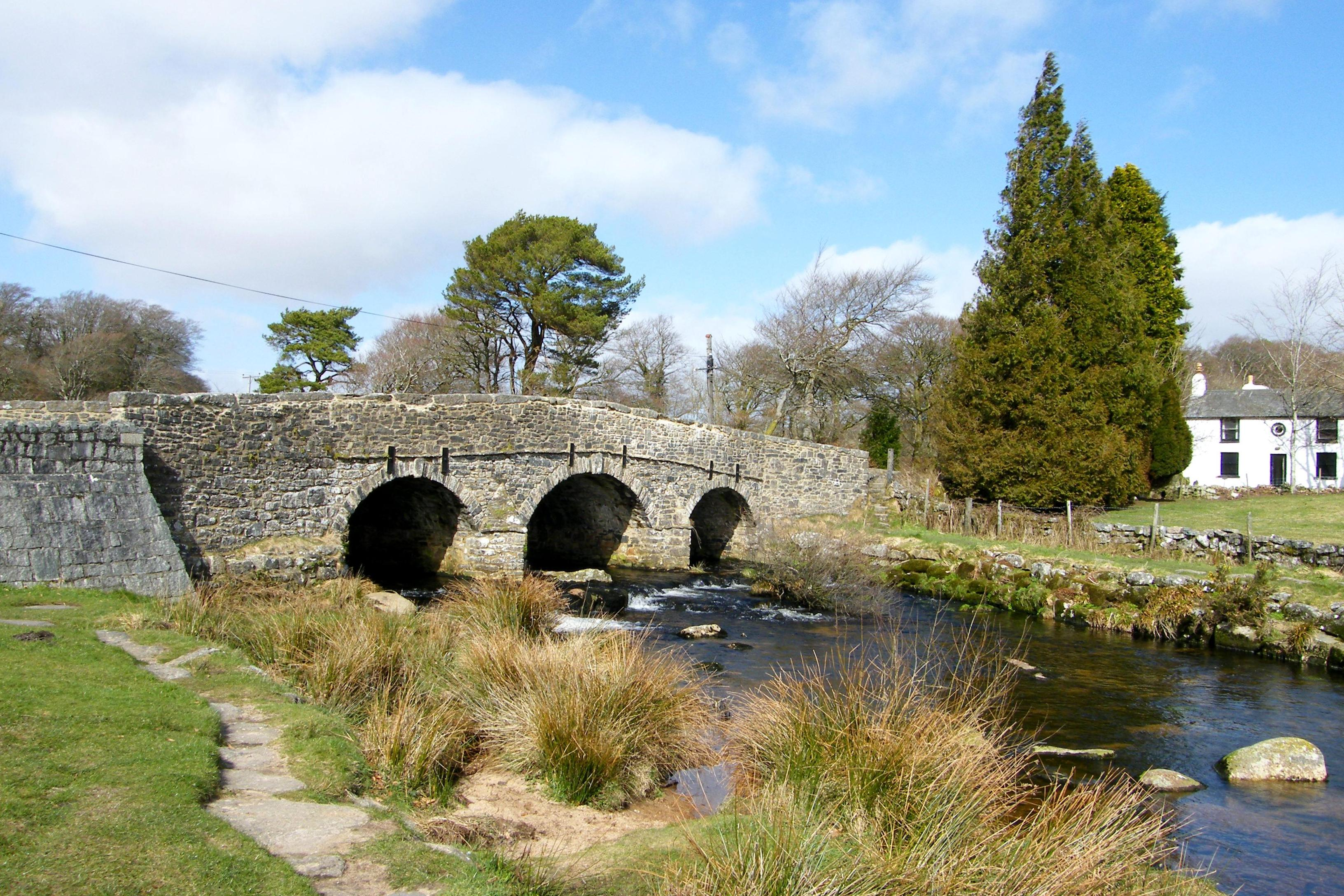
Obloukový most
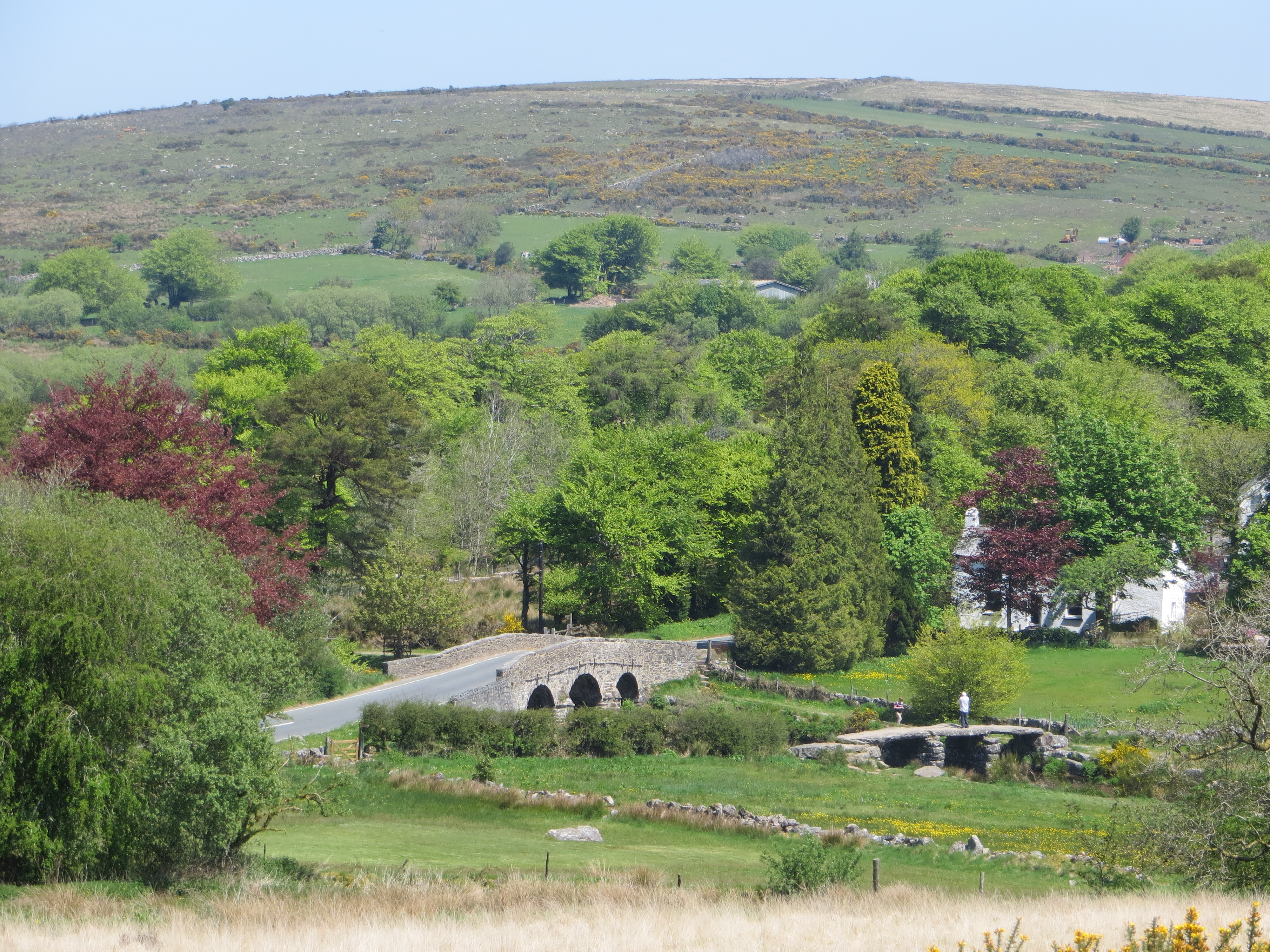
Dva mosty
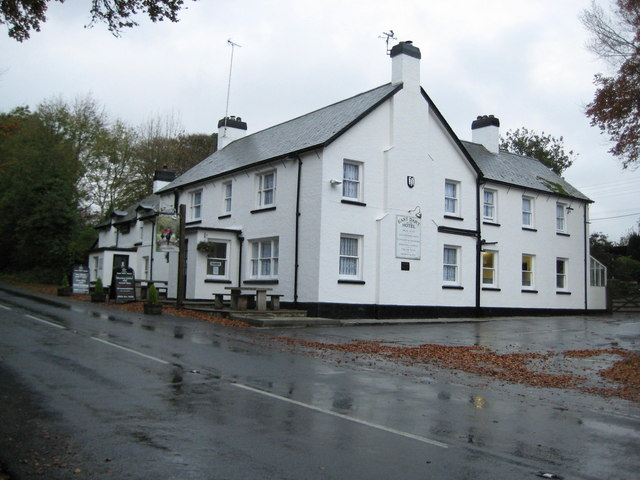
Hotel
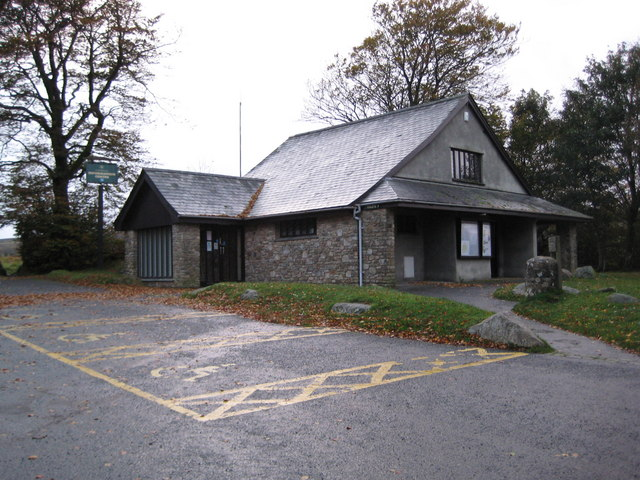
Informační středisko
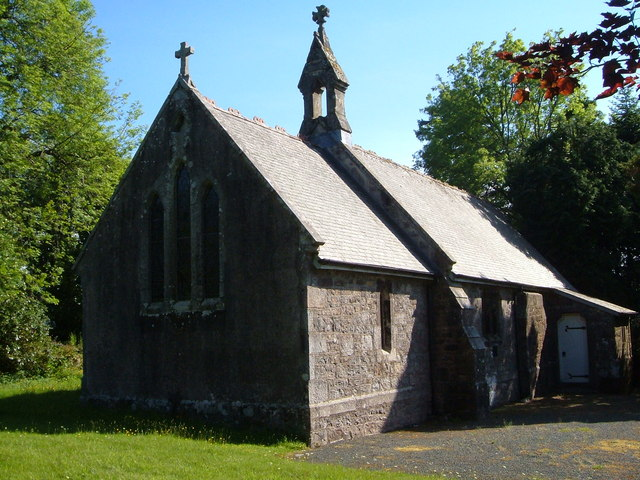
Kostel svatého Gabriela